# Кваско Микола Зіновійович
Кваско Микола Зіновійович (нар. 3 грудня 1929,  Попільня, СРСР) — Заслужений працівник промисловості Української РСР [Архівовано 6 квітня 2011 у Wayback Machine.], кандидат економічних наук, раціоналізатор.

## Біографія
Кваско Микола Зіновійович народився 3 грудня 1929 року в с. Попільня Житомирської області в багатодітній селянській родині.
Після закінчення Київського політехнічного інституту в 1955 році одержав направлення на Понінківський картонно-паперовий комбінат. Трудовий стаж на комбінаті становить 45 років, з них 34 — директором.
За керівництва Миколи Зіновійовича господарським способом було побудовано зошитовий цех — найпотужніший в колишньому Радянському Союзі та єдиний на той час в Україні, цех загальних зошитів та цех виробництва силіконізованих видів паперу на імпортному обладнанні, папероробну машину № 6, модернізовано № 4, № 5 та К2-06, гаражі, депо.
Одним із найважливіших кроків було створення будівельної індустрії, насамперед заводу залізобетонних виробів потужністю 14 тис. м³ збірного залізобетону, деревообробного цеху, електропідстанції, очисних споруд, газифікацію комбінату. Це дозволило виконати значний об'єм робіт в соціальній сфері селища, побудували Будинок культури, школу на 1200 учнів, навчальний корпус професійно-технічного училища, два дитячих садки, поліклініку, оздоровчий табір, базу відпочинку, магазини, кафе, стадіон, сотні квартир.
Добиватись колосальних успіхів допомагали організаторські здібності, поставлене на наукову основу виробництво та впровадження досвіду зарубіжних держав, таких як Франція, Швейцарія, Фінляндія, Німеччина, Ізраїль.
У Франції з 1967 по 1970 рік працював старшим інженером торговельного представництва із закупівлі, приймання обладнання целюлозно-паперової промисловості, в тому числі України, побував на 42 підприємствах, різних виставках, симпозіумах, науково-технічних центрах, школах підготовки кадрів. Набутий досвід в інших країнах, особливо у Франції, використав при написанні кандидатської дисертації на тему «Удосконалення організації управління в целюлозно-паперовій промисловості на прикладі УРСР». В 1980 році Микола Зіновійович захистив кандидатську дисертацію.
Неодноразово він обирався депутатом Хмельницької обласної ради, районної та селищної рад, членом виконкому селищної ради.

## Відзнаки
В 1987 році Кваску Миколі Зіновійовичу присвоєно звання Заслужений працівник промисловості Української РСР, в 1974 р. — найкращий раціоналізатор целюлозно-паперової промисловості СРСР, Почесний громадянин смт. Понінка.
Нагороджений двома орденами Трудового Червоного Прапора,орденом Агапія Печерського за участь в будівництві церкви, медалями.